# Deepak Tijori
Deepak Tijori, często Depak lub Dipak Tijori (ur. 28 sierpnia 1961 w Mumbaju) – bollywoodzki aktor i reżyser, scenarzysta i producent filmowy.

## Filmografia

### Aktor
1. Popcorn Khao! Mast Ho Jao (2004) – ojciec Soni
2. Hathyar (2002) – oficer policji Kishore Kadam
3. Yeh Kaisi Mohabbat (2002) – Vijay Pal
4. Pyaar Diwana Hota Hai (2002) – Riaz
5. Ghaav: The Wound (2002) – Vicky
6. Dulhan Hum Le Jayenge (2000) – szmugler
7. Vaastav: The Reality (1999) (as Dipak Tijori) – podinspektor Kishore Kadam
8. Król serca (1999) – CBI Agent Deepak Malhotra
9. Yeh Hai Mumbai Meri Jaan (1999) – Dancer at Parsi party
10. "Bombay Blue" (1998) TV mini-series
11. Main Solah Baras Ki (1998) – Stardust Reporter
12. Ghulam (1998) – Charlie
13. Mohabbat Aur Jung (1998) – Inspector Karan Bhargav
14. Mrityudaata (1997) – Raja Tonga
15. Bal Bramhachari (1996) – Balbir
16. Sarhad: The Border of Crime (1995) – Deepak Mathur
17. Prem (1995) – Vikram Malocha
18. Naajayaz (1995) – Deepak Solanki
19. Gangster (1994)
20. Saajan Ka Ghar (1994) – Suraj Dhanraj
21. Anjaam (1994) – Ashok Chopra
22. Chhoti Bahoo (1994) – Ravi
23. Czasem tak, czasem nie (1994) – Chris
24. The Gentleman (1994)
25. Santaan (1993) – Amar Singh
26. Dil Tera Aashiq (1993) – Announcer
27. Pehla Nasha (1993) – Deepak Bakshi
28. Aaina (1993) – Vinay Saxena
29. Aasoo Bane Angaarey (1993)
30. Khiladi (1992) – Boney
31. Jo Jeeta Wohi Sikandar (1992) (jako Depak Tijori) – Shekhar Malhotra
32. Ghazab Tamasha (1992)
33. Sadak (1991) – Gotya
34. Afsana Pyar Ka (1991) (as Depak Tijori) – Depak
35. Dil Hai Ki Manta Nahin (1991) – rybak
36. Aashiqui (1990) – przyjaciel Rahula
37. Krodh (1990) – prawa ręka Kumara

## Reżyser
1. Tom, Dick, and Harry (2006)
2. Fareb (2005)
3. Khamoshh... Khauff Ki Raat (2005) – też producent
4. Oops! (2003) – też producent